# Ungureni (okręg Aluta)
Ungureni – wieś w Rumunii, w okręgu Aluta, w gminie Topana. W 2011 roku liczyła 173 mieszkańców. 